# Chimbonila (distrito)

localização do distrito em Moçambique

Chimbonila é um distrito da província de Niassa, em Moçambique, com sede na vila de Chimbonila. Tem limite, a norte com os distritos de Lago, Sanga e Muembe, a oeste com o Lago Niassa e com o Malawi, a sul com o distrito de N'gauma e a este com o distrito de Majune. Não inclui o município e distrito de Lichinga, que é, administrativamente, um enclave no centro do distrito.
Até Dezembro de 2013 o distrito tinha  o nome de Lichinga.

## Demografia
De acordo com o Censo de 2017, o distrito tem uma população de 72 503 residentes. Com uma área de 3494  km², a densidade populacional é de 20,8 habitantes por km².

## Divisão administrativa
O distrito está dividido em dois postos administrativos (Chimbonila e Lione), compostos pelas seguintes localidades:
- Posto Administrativo de Chimbonila:
  - Cholue
  - Machomane e
  - Mussa
- Posto Administrativo de Lione:
  - Chala
  - Lione
  - Lumbi e